# Пхра Тхат Кхао Ной
Ват Пхра Тхат Кхао Ной — діючий буддиський храм, що знаходиться в Таїланді місто Нан.  Побудований у 1487 році та зберігає реліквію Будди у своїй головній чеді.

## Опис
Храм розташований в західній частині міста на невеликому пагорбі Кхао Ной (за кілька кілометрів на південний захід від автобусної станції Нан). Працює оглядлявий майданчік з якого відкривається чудовий краєвид на місто Нан в центрі мальовничої долини. 
Найвидатніша частина храму – золота статуя Будди під назвою «Пхра Будда Маха Удомонкол Нантабуре Шрі Нан», розташована над містом. Будда золотистого кольору висотою 9 метрів знаходиться у класичному стилі ходьби з піднятою лівою рукою у позі благословення. Статую було зведено на честь шостої річниці дня народження Короля Пуміпона 5 грудня 1999 року.
У верхній частині храму знаходиться бірманська пагода Ланна, де зберігається реліквія - волосся Будди. У 1906-1911 роках пагода була відремонтована бірманськими робітниками. 
Щорічний храмовий ярмарок проводиться у Ват Пхра Тхат Кхао Ной (зазвичай у травні) із запальними ракетами на знак пошани Будди.